# ブリュッガー&トーメ APC
ブリュッガー&トーメ APCはスイスのブリュッガー&トーメ(B&T)社が開発した自動小銃のシリーズである。
サブマシンガンであるAPC9がベースだが、アサルトライフルであるAPC556など複数の弾薬に対応したモデルが生産されている。

## 概要
ステアーTMPのライセンス生産であるブリュッガー&トーメMP9とは異なり新設計の小銃である。
ポリマー製のロアレシーバーはM16自動小銃に近いデザインになっているが、マガジンキャッチ、ボルトストップ、セレクターレバーを含めて左右どちらの手でも操作が可能 。サイレンサーのアタッチメントとピカティニーレールを備え、光学照準器やグリップ等を装着できる。 
通常のマガジンの他、ロアレシーバーを交換することでグロック17やSIG SAUER P320のマガジンにも対応する。

## バリエーション
APC9
ベーシックライン、9x19mmパラベラム弾を使用。
APC40
.40S&W弾を使用。
APC10
10mm AUTOを使用。
APC45
.45ACP弾を使用。
APC556
5.56x45mm NATO弾を使用。
APC300
.300 AAC Blackoutを使用。
APC308
7.62x51mm NATO弾を使用。

## 採用国
- アルゼンチン
- ブラジル
- スロバキア
- アメリカ